# Phrynetopsis variegata
Phrynetopsis variegata är en skalbaggsart som först beskrevs av Louis Jérôme Reiche 1850.  Phrynetopsis variegata ingår i släktet Phrynetopsis och familjen långhorningar. Inga underarter finns listade i Catalogue of Life.